# Порту-Калву
Порту-Калву (порт. Porto Calvo) — муниципалитет в Бразилии, входит в штат Алагоас. Составная часть мезорегиона Восток штата Алагоас. Входит в экономико-статистический микрорегион Мата-Алагоана. Население составляет 24 614 человек. Занимает площадь 335 км². Плотность населения — 73,474 чел./км².
Праздник города — 12 апреля.

## История
Город основан в 1636 году.

## Статистика
- Индекс развития человеческого потенциала на 2000 год составляет 0,599 (данные: Программа развития ООН).

## География
Климат местности: тропический.